# Minetto
Minetto és una concentració de població designada pel cens dels Estats Units a l'estat de Nova York. Segons el cens del 2000 tenia 1.086 habitants.

## Demografia
Segons el cens del 2000, Minetto tenia 1.086 habitants, 411 habitatges, i 323 famílies. La densitat de població era de 124,8 habitants/km².
Dels 411 habitatges en un 36% hi vivien nens de menys de 18 anys, en un 66,9% hi vivien parelles casades, en un 9,5% dones solteres, i en un 21,4% no eren unitats familiars. En el 17,3% dels habitatges hi vivien persones soles el 9% de les quals corresponia a persones de 65 anys o més que vivien soles. El nombre mitjà de persones vivint en cada habitatge era de 2,64 i el nombre mitjà de persones que vivien en cada família era de 2,98.
Per edats la població es repartia de la següent manera: un 25,5% tenia menys de 18 anys, un 6,8% entre 18 i 24, un 26% entre 25 i 44, un 29,7% de 45 a 60 i un 12% 65 anys o més.
L'edat mediana era de 41 anys. Per cada 100 dones de 18 o més anys hi havia 92,6 homes.
La renda mediana per habitatge era de 51.176 $ i la renda mediana per família de 59.844 $. Els homes tenien una renda mediana de 51.806 $ mentre que les dones 30.156 $. La renda per capita de la població era de 23.055 $. Entorn del 4,8% de les famílies i el 6,7% de la població estaven per davall del llindar de pobresa.